# لاري هيلمان
لاري هيلمان هو لاعب هوكي الجليد كندي، ولد في 5 فبراير 1937 في كيركلاند ليك في كندا.

## وصلات خارجية
- لاري هيلمان على موقع دوري الهوكي الوطني (الإنجليزية)
- لاري هيلمان على موقع قاعة مشاهير الهوكي (لاعب أن.إتش.أل) (الإنجليزية)
- لاري هيلمان على موقع EliteProspects.com (الإنجليزية)
- لاري هيلمان على موقع HockeyDB.com (الإنجليزية)
- لاري هيلمان على موقع Hockey-Reference.com (الإنجليزية)